# Powhatan Township (comté de Pocahontas, Iowa)
Powhatan Township est un township du comté de Pocahontas en Iowa, aux États-Unis,.
Il est fondé en 1866 en tant que Nunda Township, en référence à Nunda, dans l’État de New York. Le nom n'étant pas populaire, il est renommé Powhatan, en référence au chef Powhatan, le père de Pocahontas.

## Source de la traduction
- (en) Cet article est partiellement ou en totalité issu de l’article de Wikipédia en anglais intitulé « Powhatan Township, Pocahontas County, Iowa » (voir la liste des auteurs).